# Liège-Bastogne-Liège 2012
Liège–Bastogne–Liège 2012 blev afviklet den 22. april 2012, og var den 98. udgaven af løbet. 

## Resultater
| Nr. | Navn              | Hold                | Tid     |
| --- | ----------------- | ------------------- | ------- |
| 1   | Maksim Iglinskij  | Astana              | 6:43.52 |
| 2   | Vincenzo Nibali   | Liquigas-Cannondale | + 21    |
| 3   | Enrico Gasparotto | Astana              | + 36    |
| 4   | Thomas Voeckler   | Europcar            | + 36    |
| 5   | Daniel Martin     | Garmin-Barracuda    | + 36    |
| 6   | Bauke Mollema     | Rabobank            | + 36    |
| 7   | Samuel Sánchez    | Euskaltel-Euskadi   | + 36    |
| 8   | Michele Scarponi  | Lampre-ISD          | + 36    |
| 9   | Ryder Hesjedal    | Garmin-Barracuda    | + 36    |
| 10  | Jelle Vanendert   | Lotto-Belisol       | + 36    |